# Gevenich
Gevenich là một đô thị thuộc huyện Cochem-Zell, bang Rheinland-Pfalz, Đức. Đô thị này có diện tích 7,12 ki-lô-mét vuông.